# رایگان سفلی
رایکان سفلی (یا ریکان سفلی) یکی از روستاهای استان همدان است که در دهستان مهاجران بخش لالجین شهرستان بهار واقع شده‌است مردم این منطقه به  زبان ترکی آذربایجانی صحبت می کنند شغل اکثریت مردم کشاورزی ,دامداری و کامیونداری می باشد.
این روستا دارای زمین های حاصل‌خیز و آبرفتی و آب و هوایی مطبوع است.
نام این روستا طبق نظر اساتید دانشگاهی برگرفته از واژه دوره مادی مربوط به زمان مادها و حتی قبل از آن که از دو بخش (ری) یا (رای)+ (کان) می‌باشد که به معنای محل آب، معدن چشمه و جایی که دارای آب فراوان و رود زیادی می‌باشد، برگرفته شده که بیانگر قدمت باستانی و اهمیت از نظر مطلوب بودن شرایط زندگی از زمان قدیم می‌باشد.
هم چنین قدمت این روستا طبق تعدد تپه‌های موجود و نامگذاری تپه‌های (در میان عامه مردم منطقه) اطراف روستا نسبت به قدمت شهر مهاجران -که دارای آثار تاریخی زیادی است-   از قدمت تاریخی بالایی برخوردار است.
این روستا طبق سرشماری سال ۱۳۹۵ تعداد ۵۲۵ نفر جمعیت (۱۳۳ خانوار) داشته‌است.